# Vânători (Vrancea)
Vânători é uma comuna romena localizada no distrito de Vrancea, na região de Moldávia. A comuna possui uma área de 86.90 km² e sua população era de 5848 habitantes segundo o censo de 2007.